# Кочиха (притока Нілкама)
Кочи́ха (рос. Кочиха) — невелика річка на північному сході Удмуртії, права притока річки Нілкам. Протікає територією Сивінського району Пермського краю та Кезького району Удмуртії.
Річка бере початок на схилах Верхньокамської височини на південь від селища Сеніно Сівинського району, але на території Кезького району, так як селище розташоване прямо на кордоні. Протікає спочатку на північний схід, потім русло повертає на північний захід і слугує кордоном між Удмуртією та Пермським краєм. Після прийому праворуч притоки струмка, повертає на південний захід і тече так до самого гирла. Впадає до Нілкама вище колишнього присілку Ярково. Береги місцями заліснені. На самій річці та її правій притоці створено ставки.
Над річкою розташовано лише селище Сеніно.
| Річка | Це незавершена стаття про річку. Ви можете допомогти проєкту, виправивши або дописавши її. |

| Прапор Удмуртії | Це незавершена стаття про Удмуртію. Ви можете допомогти проєкту, виправивши або дописавши її. |